# Xeikon
Xeikon mit Hauptsitz in Lier in der belgischen Provinz Antwerpen ist ein Hersteller von Digitaldruckmaschinen für den Druck von Etiketten und Faltschachteln und den Akzidenzdruck. Der Druckmaschinenproduzent wurde 1988 durch Lucien de Schamphelaere, einen ehemaligen Mitarbeiter von Agfa-Gevaert, unter dem Namen Ellith gegründet. Bald darauf wurde die Firma in Xeikon geändert. Das Unternehmen ist seit 2015 Tochter der luxemburgischen Flint Group, des weltweit zweitgrößten Herstellers von Druckfarben. Von 1996 bis zu seiner Übernahme war Xeikon an der NASDAQ gelistet. Xeikon war unter anderem an der Entwicklung des Gloss Enhancement Module beteiligt. Im Jahr 2019 wurde bekannt, dass Xeikon seinen Hauptsitz in Eede in der niederländischen Provinz Zeeland zugunsten des bereits bestehenden Standortes im belgischen Lier aufgeben möchte. Seit 2008 hatte Xeikon seinen Sitz in Eede in der Nähe der belgischen Grenze.